# Sommet de l'OTAN de 2005
Pour un article plus général, voir Sommet de l'OTAN.
Le sommet du quartier général de l'OTAN 2005 est le 21e sommet de l'OTAN, conférence diplomatique réunissant au grand quartier général des puissances alliées en Europe, en Belgique, le 22 février 2005, les chefs d'État et de gouvernement des pays membres de l'Organisation du traité de l'Atlantique nord.